# Stefano Sommariva
Stefano Sommariva (Moena, 27 aprile 1918 – Cavalese, 7 luglio 2007) è stato un fondista italiano.

## Biografia
Nato nel 1918, a 29 anni partecipò ai Giochi olimpici di Sankt Moritz 1948, nella 50 km, non terminandola.
Ai campionati italiani vinse 1 bronzo nella 18 km nel 1948.